# Pressiat
Pressiat är en kommun i departementet Ain i regionen Auvergne-Rhône-Alpes i östra Frankrike. Kommunen ligger  i kantonen Treffort-Cuisiat som ligger i arrondissementet Bourg-en-Bresse. Kommunens areal är 6,01 km². År 2018 hade Pressiat 263 invånare.

## Befolkningsutveckling
Antalet invånare i kommunen Pressiat
Referens: INSEE